# Арсенальна (станція метро)
50°26′38″ пн. ш. 30°32′44″ сх. д. / 50.44389° пн. ш. 30.54556° сх. д.
«Арсена́льна» — станція Київського метрополітену. Розташована на Святошинсько-Броварській лінії між станціями «Хрещатик» і «Дніпро». Відкрито її 6 листопада 1960 року у складі першої черги будівництва.
Станом на 2011 рік станція вважалася найглибшою у світі, вона розташовується на глибині 105,5 метрів. 
25 січня 2022 року цей рекорд побила станція Хун'яньцунь Чунцінського метрополітену з глибиною закладання 116 метрів.
З 1986 року станція має статус «пам'ятка архітектури місцевого значення», охоронний номер 187.

## Опис
Конструкція станції — «лондонського типу» — з коротким середнім залом — єдина такого типу в Києві. Середній зал з'єднаний з кожною платформою двома проходами-порталами. Є окремий додатковий прохід між двома платформами. Середній зал сполучений з поверхнею тристрічковими двомаршевими ескалаторами з проміжним підземним вестибюлем. Наземний вестибюль є прямокутною будівлею, увінчаною куполом.
Колійний розвиток: 3-стрілочний оборотний тупик з боку станції «Дніпро»
Найглибша станція київського метро, розташована на глибині 105,5 м. Глибина станції вплинула на її конструкцію. Товсті пілони розкриті для проходу пасажирів лише у двох місцях по платформі. Майже весь центральний зал займають службові приміщення, що не дуже зручно для пасажирів, проте дозволило зменшити вартість побудови станції. Облицювання звичайне для станцій першої черги — білий та рожевий Новоселецький мармур, алюмінієве литво, анодоване під бронзу. Стандартні також мармурові лави та решітки колійної стіни.
Двомаршевий ескалатор станції Арсенальна є найглибшим спуском у Києві — 55,8+46,6 м. Він же є найстаршим у Київському метрополітені.
У торці середнього залу був розташований художній барельєф, присвячений січневому 1918 року повстанню робітників заводу «Арсенал», який на початку 1990-х років був демонтований, не зберігся.
Наземний вестибюль станції розташований на Арсенальній площі. Поєднання білого оргскла, барельєфа, червоних та чорних гранітних плит підлоги та світлого мармуру стін підпорядковано загальній ідеї тематичного оформлення станції.
Під час будівництва проміжного вестибюля метробудівці зіштовхнулися з певними труднощами. Ведення робіт між двома виритими котлованами було надзвичайно складним. Вирішили збудувати вестибюль на поверхні. Кияни, побачивши гігантське залізобетонне кільце вагою понад три тисячі тонн, назвали його «величезною склянкою». Коли конструкція була готова, її спустили на потрібну глибину.
Неподалік станції — Парк Вічної Слави з меморіальним комплексом, Києво-Печерська лавра, Маріїнський палац, Зелений театр, Верховна Рада та Кабінет міністрів України.

## Пасажиропотік
| Рік                           | 2009 | 2011 | 2012 | 2013 | 2014 | 2015 | 2016 | 2017 | 2018 |
| ----------------------------- | ---- | ---- | ---- | ---- | ---- | ---- | ---- | ---- | ---- |
| Пасажиропотік, тис. осіб/добу | 25,5 | 26,1 | 25,9 | 26,6 | 23,6 | 22,2 | 21,7 | 22,3 | 21,8 |

## Галерея

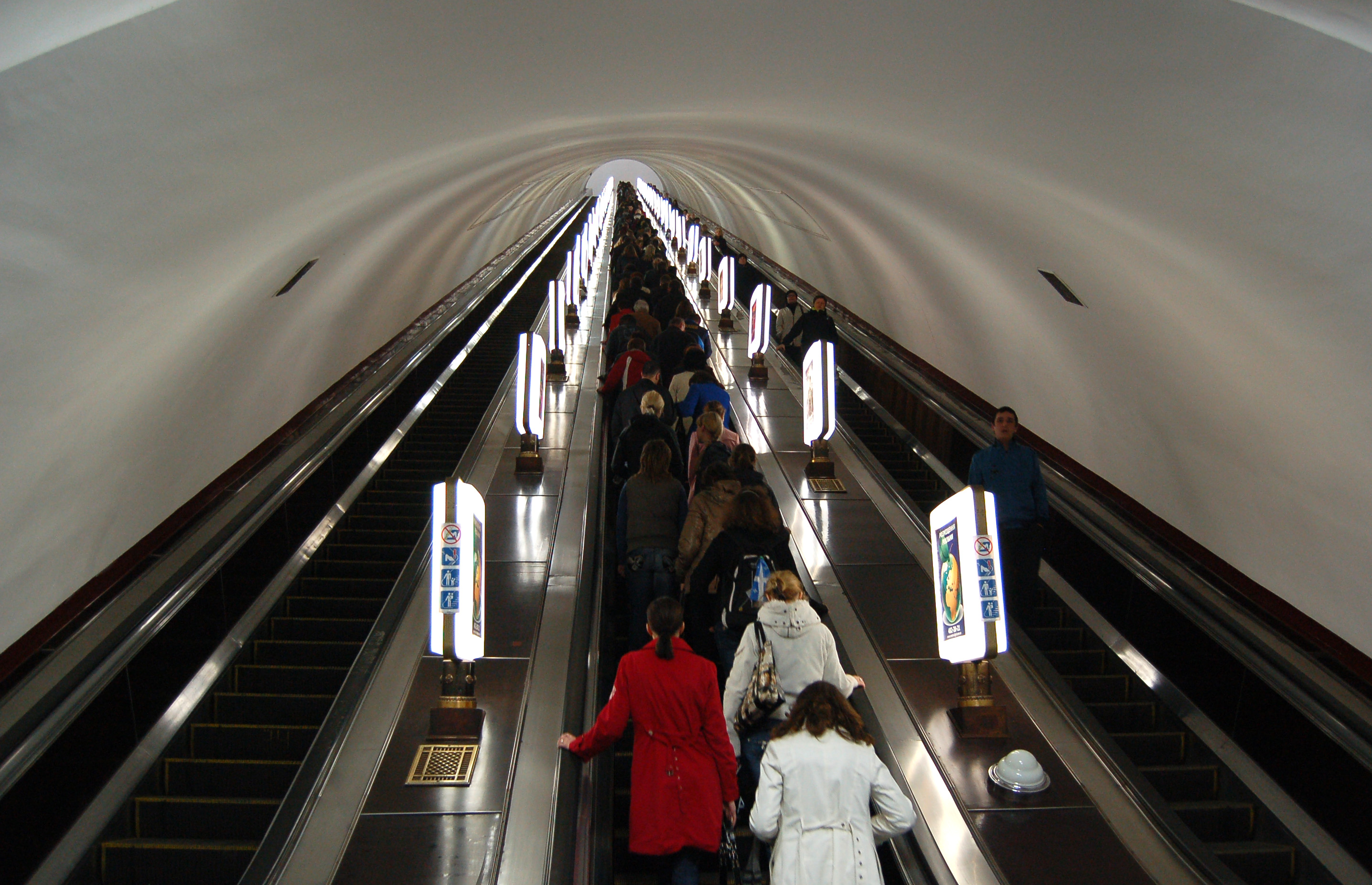
Нижній ескалаторний наклон
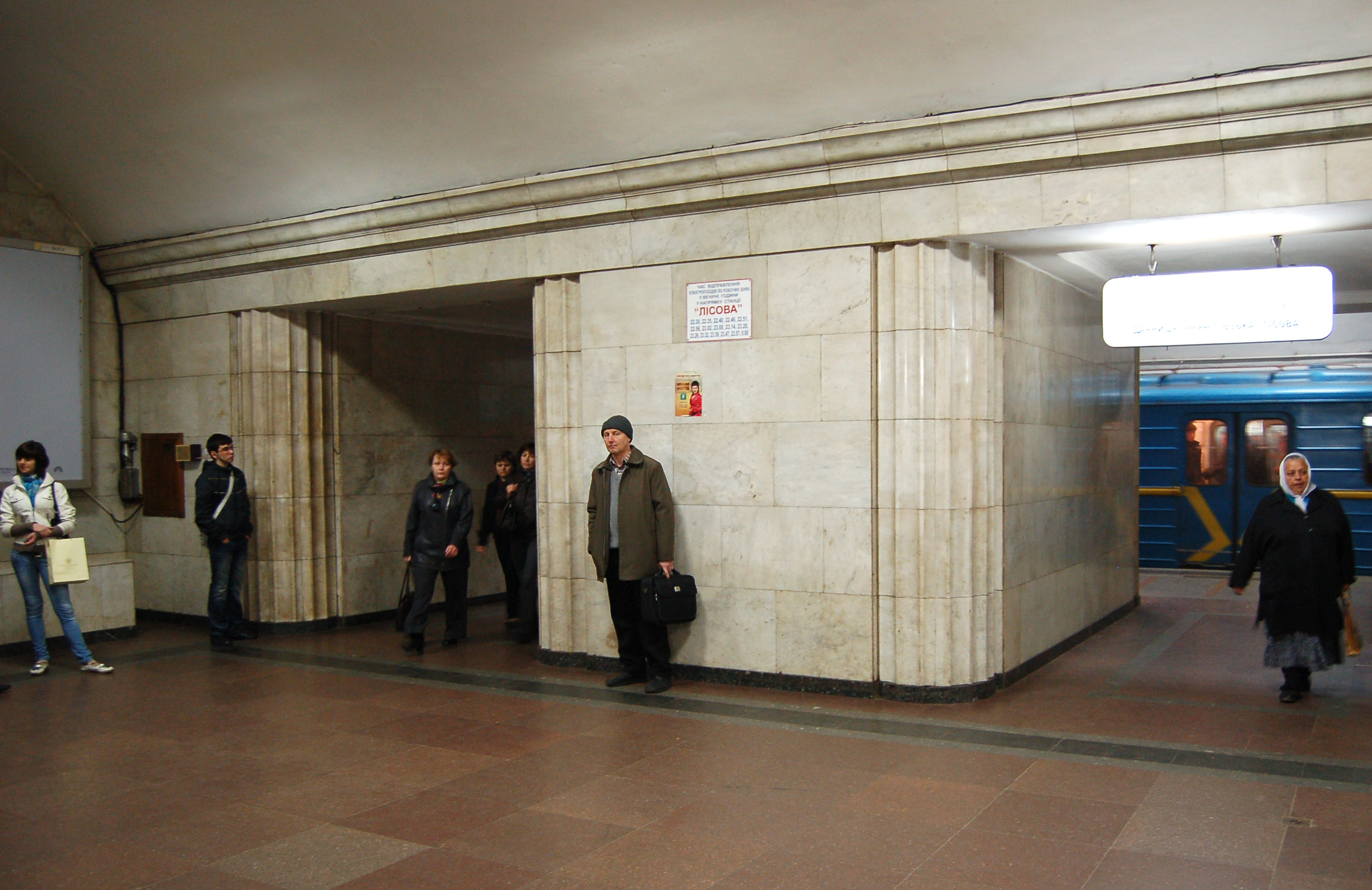
Форма пілонів
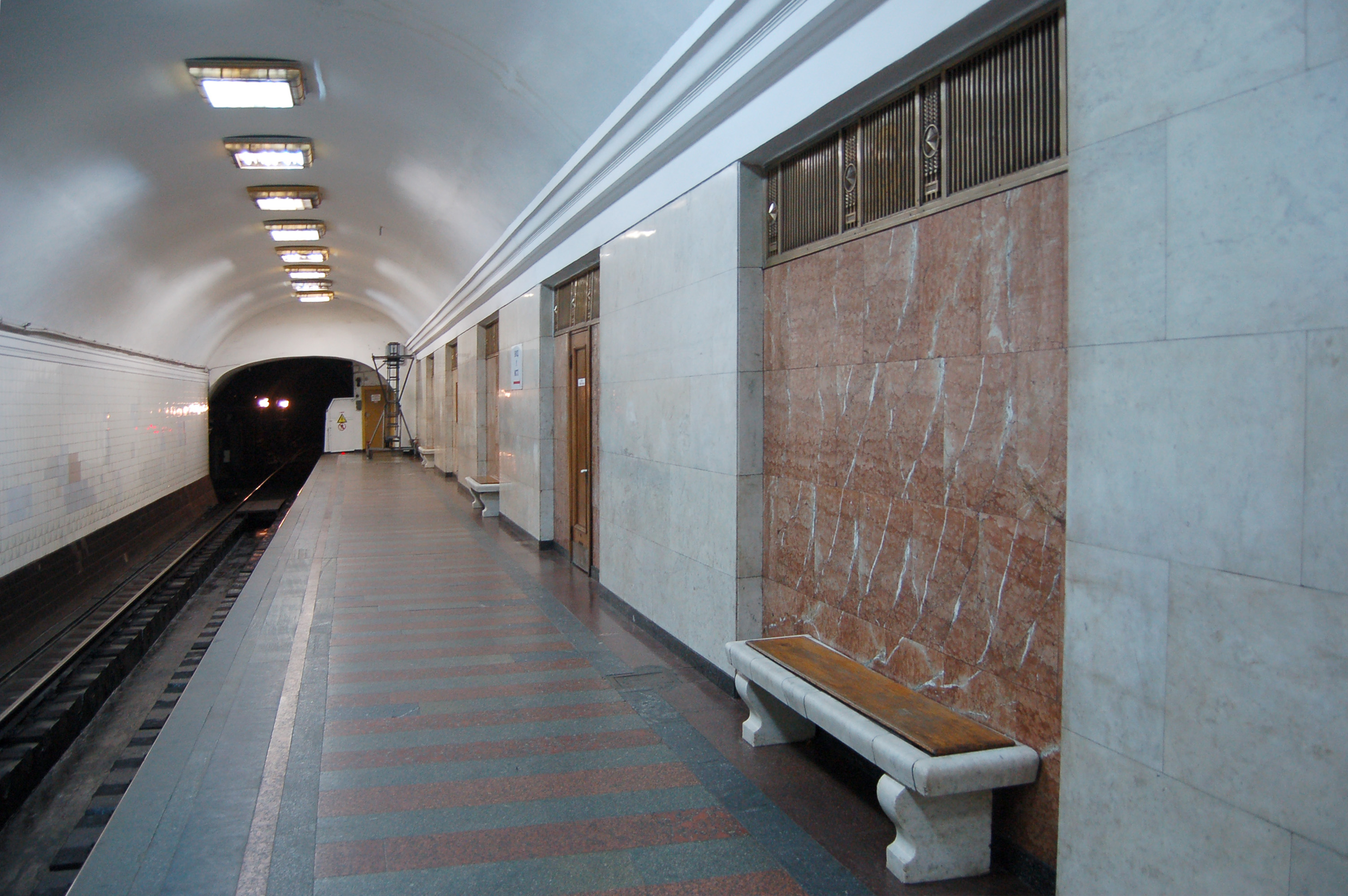
Посадкова платформа
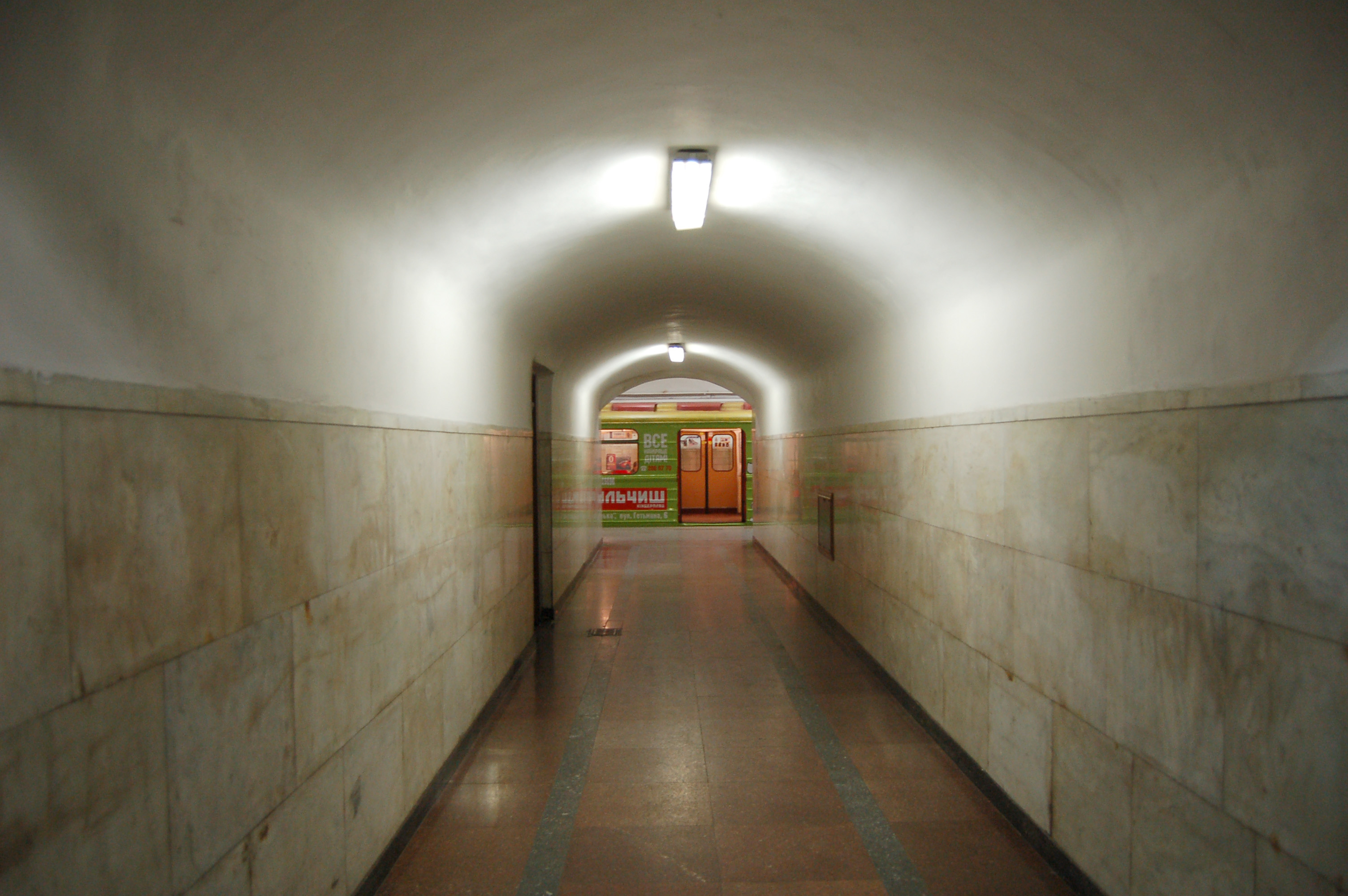
Прохід між платформами
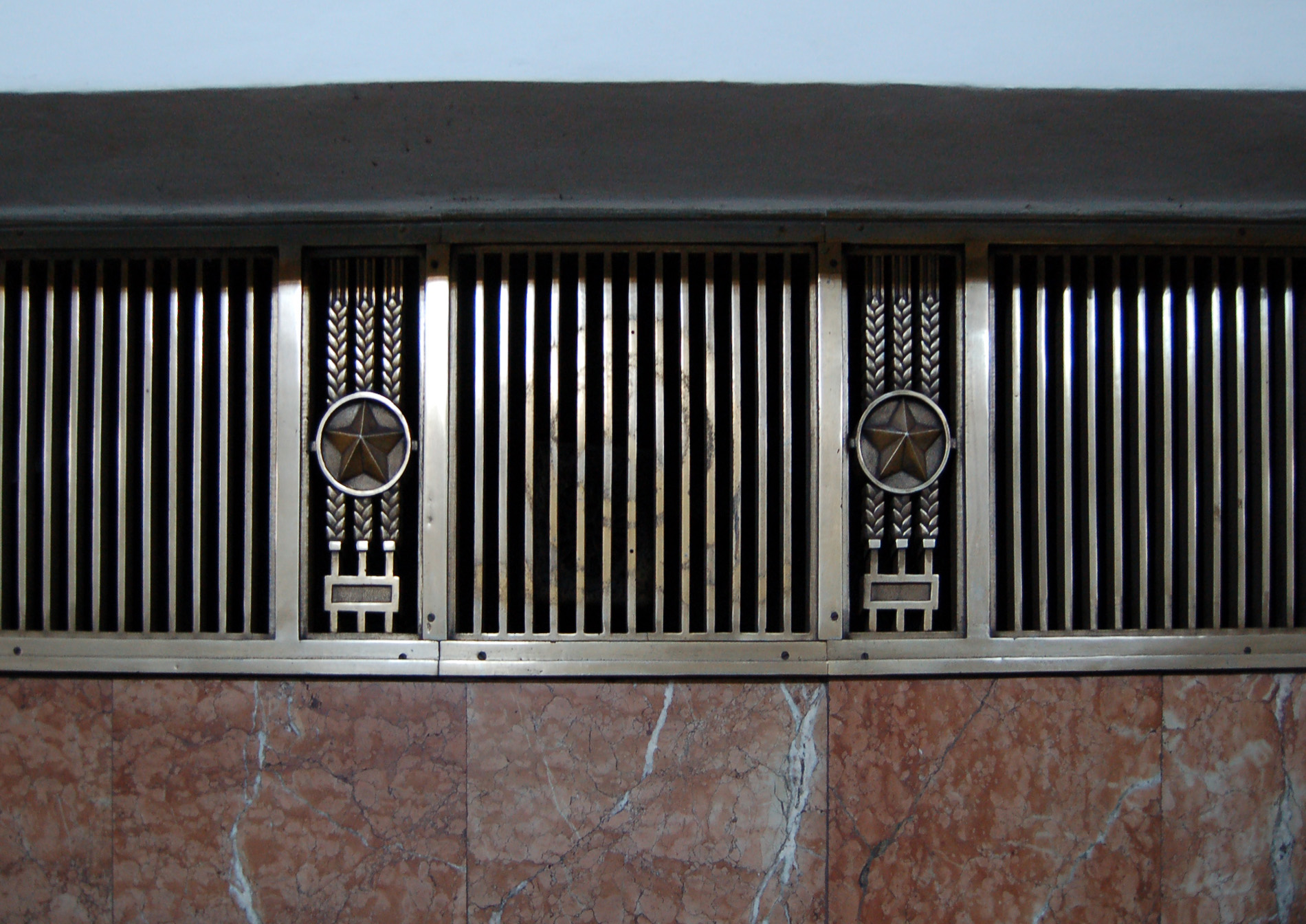
Декоративна решітка
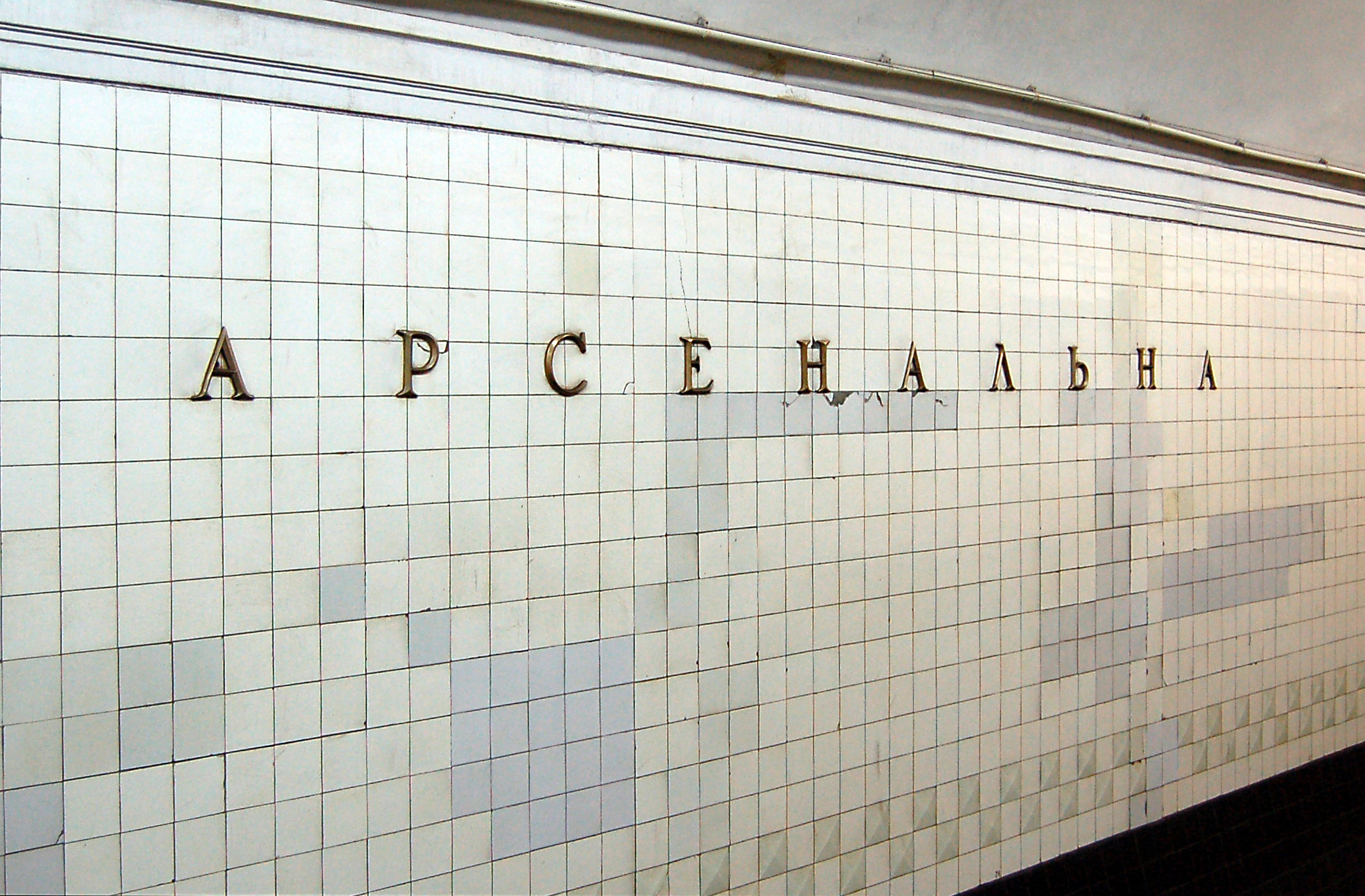
Назва станції на колійній стіні
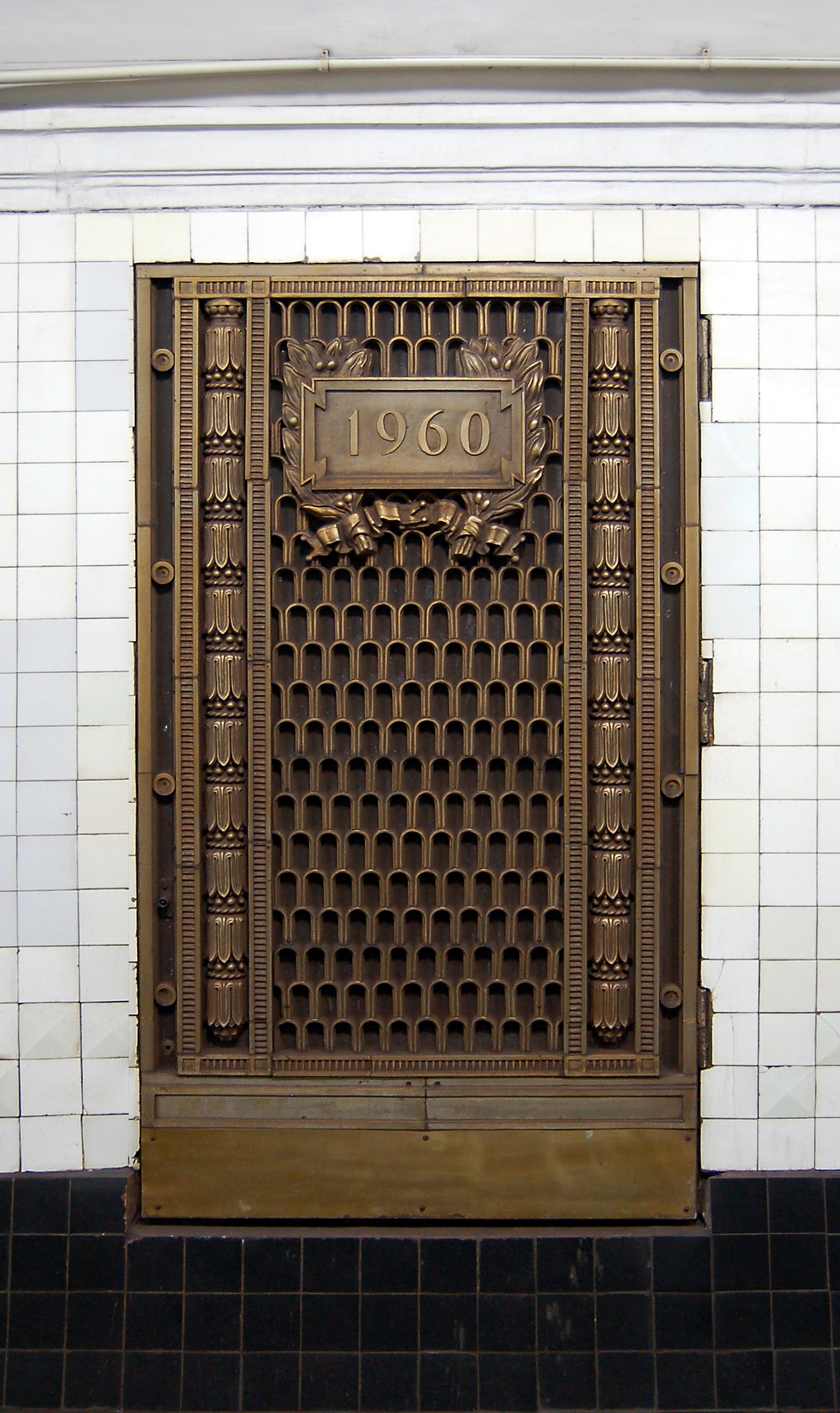
Дверцята на колійній стіні
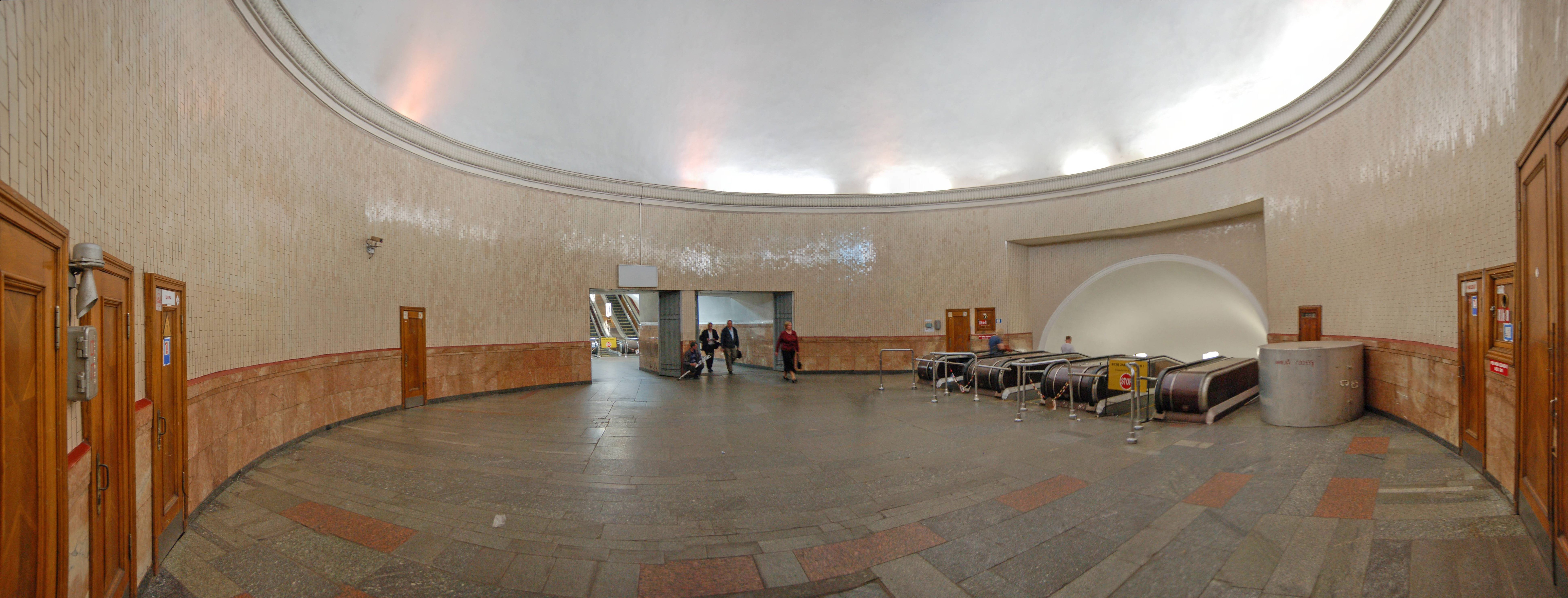
Панорама проміжного вестибюля ескалаторного нахилу
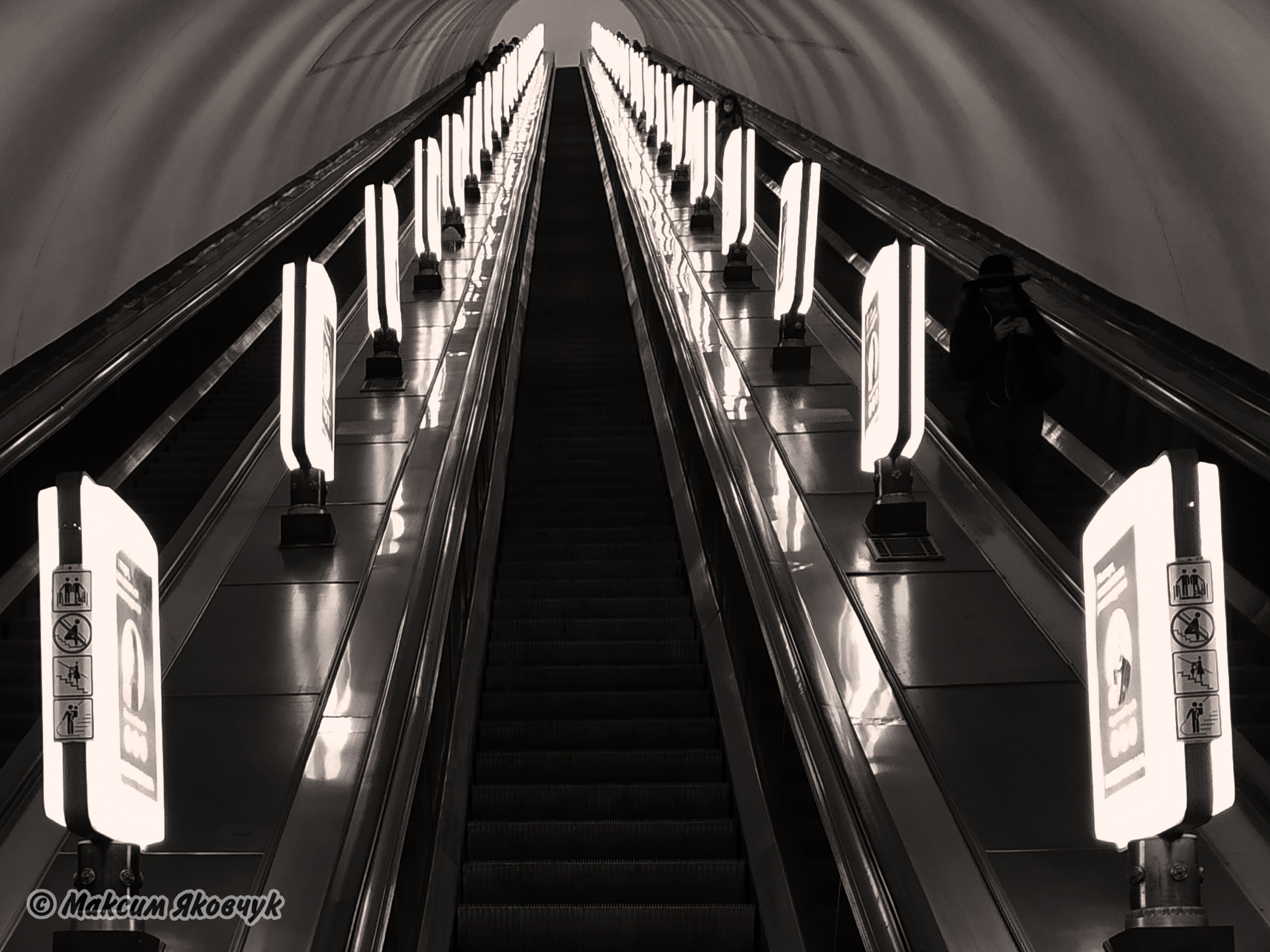
Ескалаторний нахил
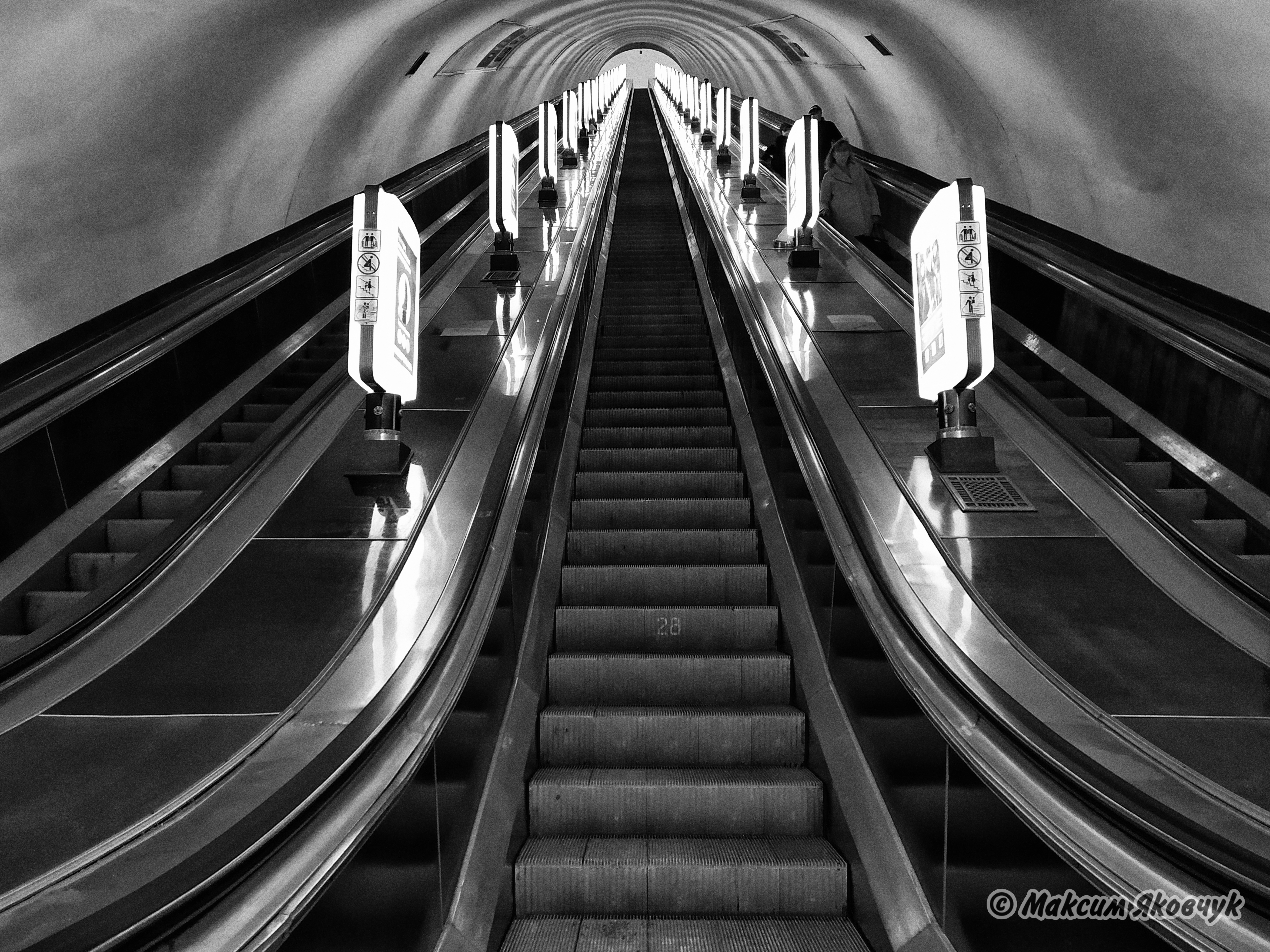
Ескалаторний нахил
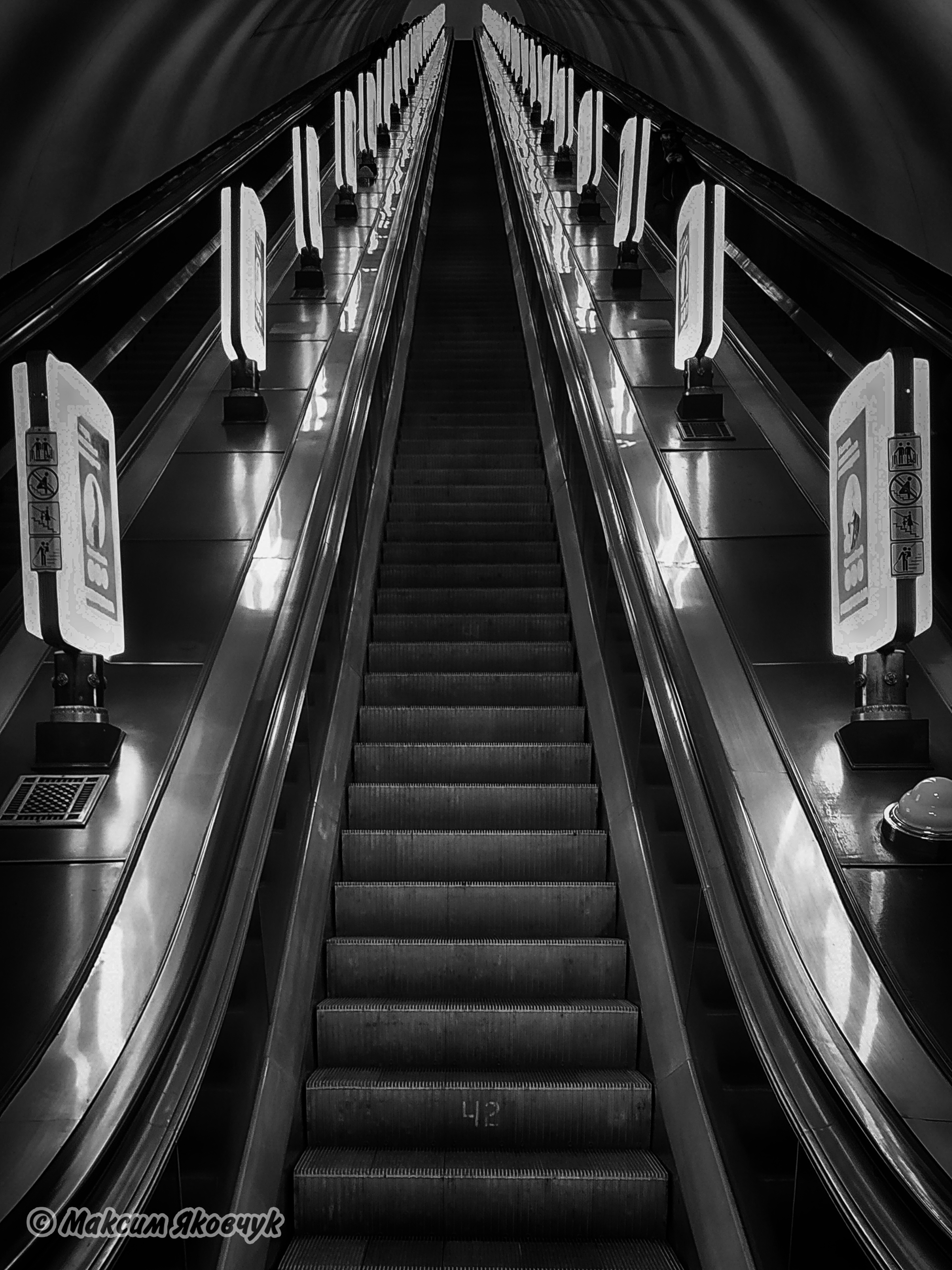
Ескалаторний нахил
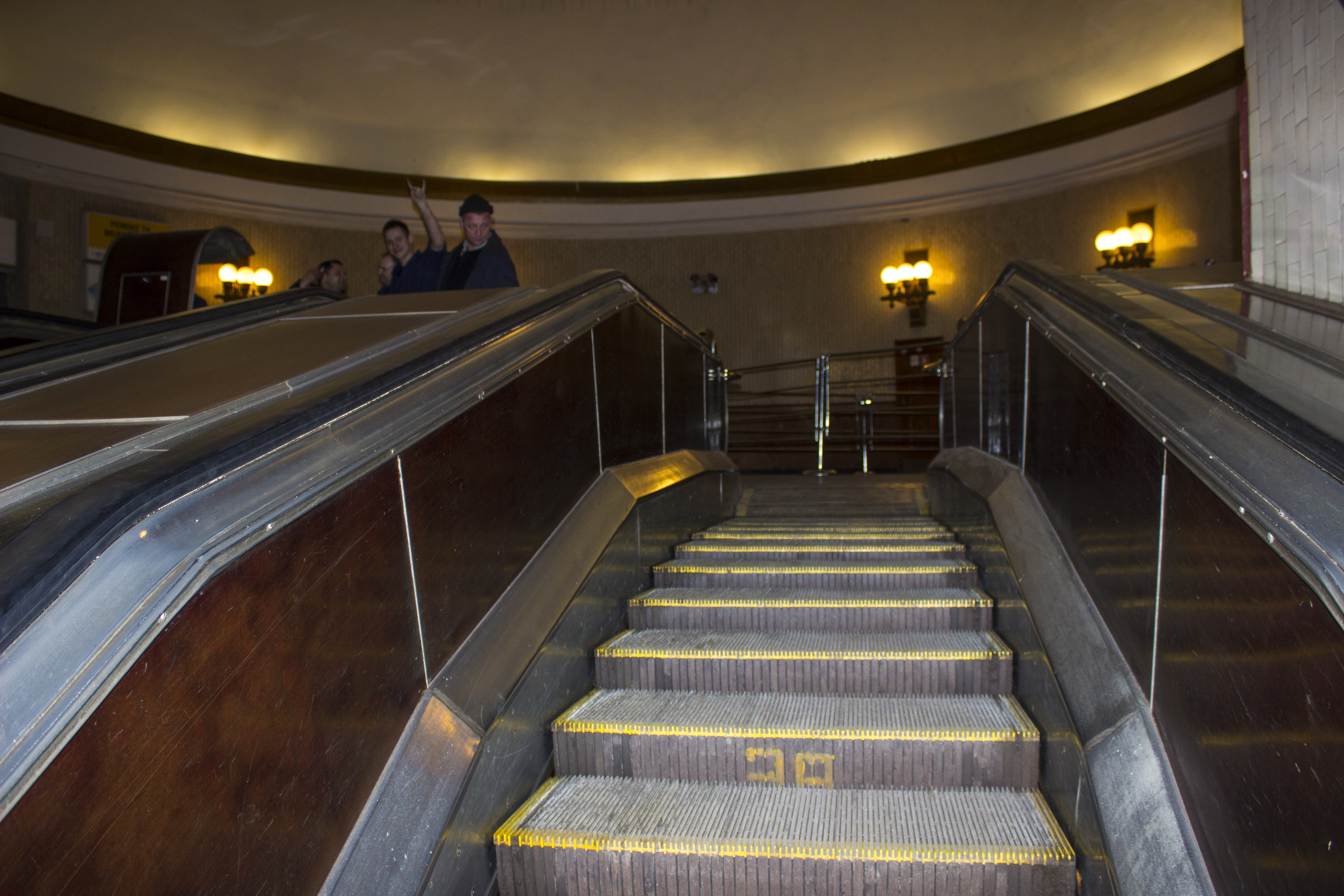
Інтер'єр наземного вестибюля
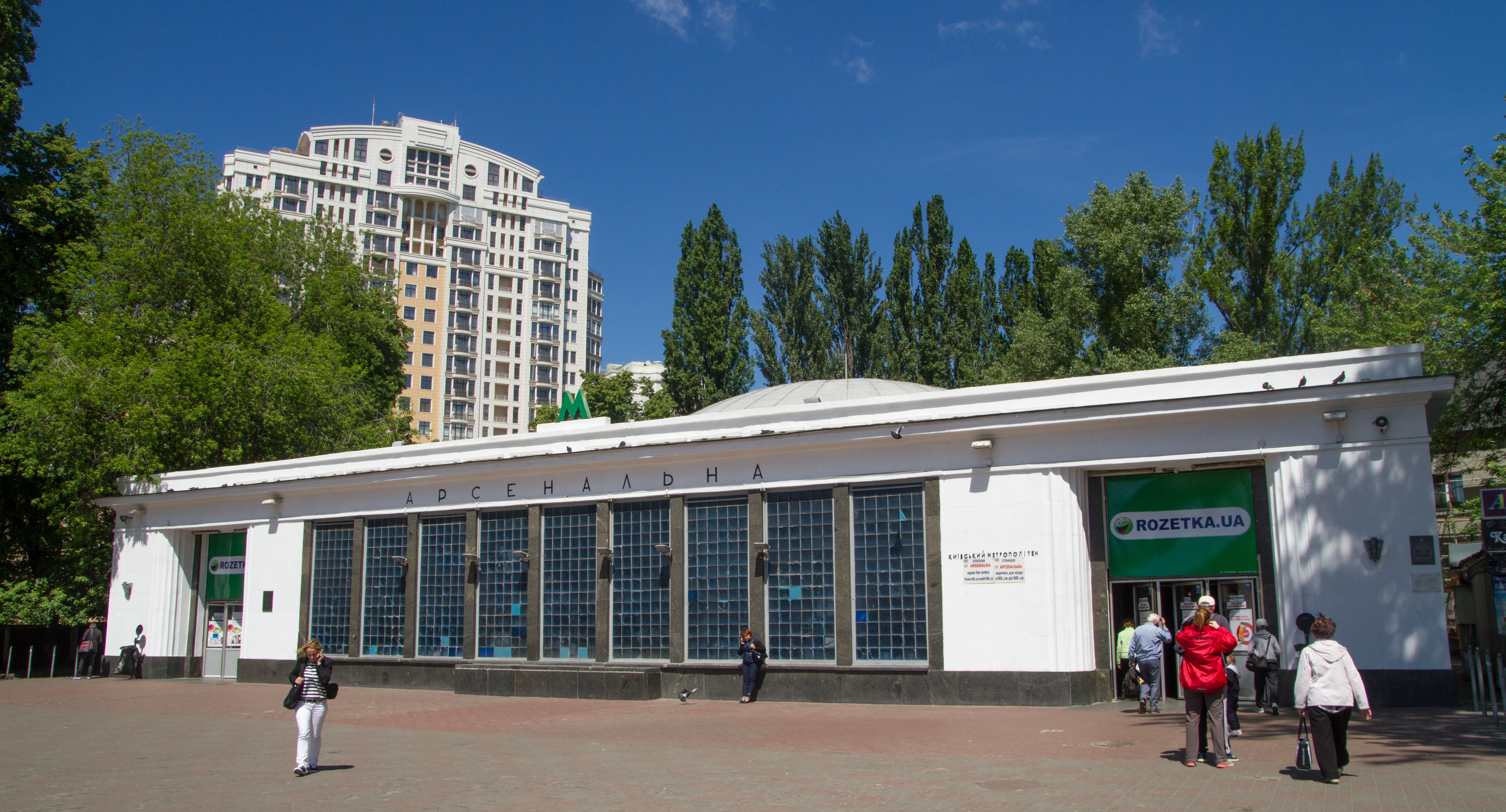
Наземний вестибюль до реконструкції, травень 2017
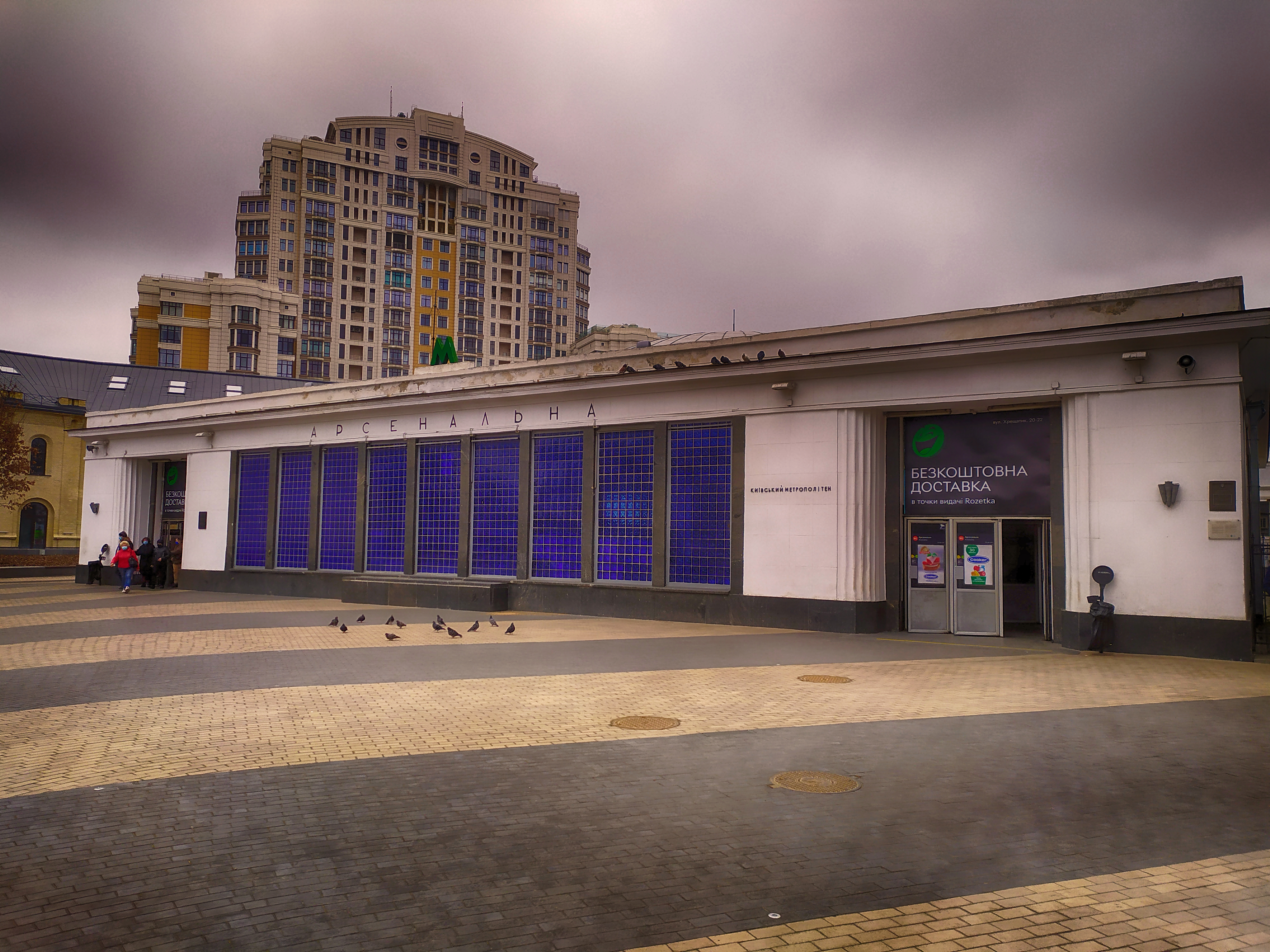
Наземний вестибюль після реконструкції, березень 2021

## Режим роботи
Відправлення першого поїзду в напрямі:
- ст. «Лісова» — 06:01
- ст. «Академмістечко» — 05:48

Відправлення останнього поїзду в напрямі:
- ст. «Лісова» — 00:30
- ст. «Академмістечко» — 00:18

Розклад відправлення поїздів у вечірній час (після 22:00) в напрямку:
- ст. «Лісова» — 22:57, 23:09, 23:21, 23:32, 23:44, 23:55, 0:07, 0:18, 0:30
- ст. «Академмістечко» — 22:25, 22:37, 22:49, 22:59, 23:10, 23:20, 23:30, 23:40, 23:52, 0:05, 0:18

## Цікаві факти
- З 1986 р. станція метро «Арсенальна» офіційно має статус пам'ятки архітектури місцевого значення.
- В ході будівництва станції метро «Арсенальна» було використано спеціальну заморозку ґрунту. Для цього вирили близько 400 свердловин навколо конструкції «склянка» і наповнили їх азотом. Це стримувало землю від зсувів та обвалів.
- Станція «Арсенальна» — єдина в Східній Європі двосклепна станція глибокого закладення. Подібні архітектурні рішення розповсюджені у Великій Британії, їх ще називають «англійськими». При виході із потяга одразу помітна відмінність від інших станцій — товстезні пілони, через які до незвично компактної зали ведуть два вузьких проходи.
- Двомаршевий ескалатор має довжину 55,8 та 46,6 м та є найглибшим і найстарішим спуском у Києві серед усіх 7 подвійних ескалаторів столиці.[10]

- Список станцій Київського метрополітену.